# Marita Kramer
Pour les articles homonymes, voir Kramer.
Sara Marita Kramer est une sauteuse à ski autrichienne, née le 25 octobre 2001 à Apeldoorn aux Pays-Bas.

## Carrière
Née aux Pays-Bas, elle emmenage avec sa famille, dont sa sœur Femke, qui est une biathlète à Salzbourg en Autriche.
Marita Kramer fait ses débuts internationaux en 2015 dans la Coupe des Alpes. Elle prend part à sa première manche de Coupe du monde en février 2017 et marque ses premiers points avec une 29e place.
Aux Championnats du monde junior 2019, elle gagne une médaille de bronze au concours par équipes. Lors de l'édition 2020 à Oberwiesenthal, elle remporte le titre individuel ainsi que les deux titres par équipes (féminin et mixte).
La saison 2019-2020 est aussi l'année de son éclosion au plus haut niveau, en témoigne sa première victoire en Coupe du monde au tremplin de Sapporo.
Elle entame la saison 2020-2021 avec une deuxième victoire, obtenue au tremplin de Ramsau dont elle bat le record avec 96 mètres. Après deux nouvelles victoires à Titisee-Neustadt, elle remporte le titre sur le concours par équipes féminin aux Championnats du monde 2021 à Oberstdorf avec Daniela Iraschko-Stolz, Sophie Sorschag et Chiara Hölzl, en réalisant les deux meilleurs saut de son équipe, après une quatrième place à l'individuel, où elle a dominé la première manche.
En 2021-2022, Kramer remporte six des onze manches de Coupe du monde disputées avant les épreuves olympiques 2022 de saut à ski, ce qui lui permet d'être en tête du classement général provisoire à ce stade de la saison. Quelques jours avant les épreuves olympiques disputées à Zhangjiakou en Chine, elle est testée positive au SARS-CoV-2, ce qui l'empêche de pouvoir venir en Chine.

## Palmarès

### Championnats du monde
| Épreuve / Édition  | Oberstdorf 2021 |
| Petit tremplin     | 4e              |
| Grand tremplin     | 4e              |
| Par équipes mixtes | Bronze          |
| Par équipes        | Or              |

### Coupe du monde
- 1 gros globe de cristal en 2022.
- 23 podiums individuels : 15 victoires, 4 deuxièmes places et 4 troisièmes places.
- 5 podiums en épreuve par équipes : 4 victoires et 1 troisième place.
- 3 podiums par équipes mixte : 1 victoire, 1 deuxième place et 1 troisième place.

#### Victoires individuelles
| Année     | Lieu |
| 2019-2020 | Sapporo (Japon) |
| 2020-2021 | Ramsau (Autriche), Titisee-Neustadt (Allemagne) x2, Nijni Taguil (Russie) x2, Tchaïkovski (Russie) x2                                     |
| 2021-2022 | Nijni Taguil (Russie), Lillehammer (Norvège), Klingenthal (Allemagne) x2, Ramsau (Autriche), Willingen (Allemagne), Lillehammer (Norvège) |

#### Classements généraux annuels
| Année | Rang |
| 2017  | 59e  |
| 2020  | 9e   |
| 2021  | 3e   |
| 2022  | 1er  |

### Jeux européens
- Médaille de bronze en tremplin normal par équipe mixte aux Jeux européens de 2023
- Médaille de bronze en tremplin normal aux Jeux européens de 2023

### Championnats du monde junior
- Lahti 2019 :
  -  Médaille de bronze par équipes.
- Oberwiesenthal 2020 :
  -  Médaille d'or en individuel.
  -  Médaille d'or par équipes.
  -  Médaille d'or par équipes mixtes.

### Grand Prix
- 1 podium individuel.

### Coupe continentale
- Gagnante de la Coupe continentale estivale en 2019.
- 2 victoires.